# Reptilectric revisitado
Reptilectric Revisitado es un álbum recopilatorio que contiene las canciones grabadas en 2007 a 2008 con nuevas remezclas de la banda de rock alternativo Zoé, lanzado al mercado el 3 de noviembre de 2009. El álbum se encuentran nuevas versiones de las canciones anteriormente lanzadas en el álbum Reptilectric, que fue lanzado a la venta a finales del 2008.

## Información general
En propias palabras de la página oficial de la banda, Reptilectric Revisitado es un detallado recorrido basado en la reinterpretación a través de la última producción discográfica de Zoé con las colaboraciones de Mad Professor, Sebastien Tellier, Bufi, Nick Mccarthy (Franz Ferdinand), Colder, Pánico, Schnieder Tm, Natalia Lafourcade, Hello Seahorse!, Yamil Rezc, Dramian & Luriel, Vitamisnforyou y The Glimmers.
Cuando era comprando en cierta tienda de discos, se regalaba un código para poder descargar 5 lados B de algunas canciones. También la tienda de música virtual iTunes regalaba en la compra de todo el álbum, los 5 B-Sides y aparte 2 bonus no incluidos en ninguna de las versiones anteriores.

## Lista de canciones
1. Neandertal - Bufi, producción y mezcla.
2. Nada - Sebastien Tellier, producción y mezcla.
3. Poli - Schneider TM, producción y mezcla.
4. Resiste - Colder.
5. Sombras  - The Glimmers, "Glimmers Extended Dance Version"; Yamil Rezc, producción y grabación.
6. Luna - Natalia Lafourcade, producción e instrumentos adicionales.
7. Últimos Días - Pánico, producción y mezcla.
8. Reptilectric - Dramian & Luriel, "Vuélvete Underground Version", mezcla.
9. Nothing - Nick McCarthy, guitarra, producción y mezcla
10. Babilonia - RYG, producción y mezcla.
11. Fantasma - Mad Professor, "Mad Professor Dub Mix".
12. No Hay Dolor - Vitaminsforyou, producción y mezcla
13. Sombras - The Glimmers
14. Luna - Hello Seahorse!

### B-Sides
1. Fantasma - Sánchez Dub
2. Luna - Gangi
3. Nada - Bufi
4. Babilonia - Dapuntobeat
5. Luna - Hello Seahorse! (Versión Demo)

### iTunes Bonus
1. No Hay Dolor (Xtray The Baby Hay Dolor Mix) - Carlos Chairez "Kinky"
2. Poli (English Version) - Schneider TM